# All Star Pro-Wrestling II
All Star Pro-Wrestling II (オールスター・プロレスリングII?) es un videojuego de lucha libre profesional exclusivo para Japón desarrollado y distribuido por Squaresoft el 22 de noviembre de 2001 para la PlayStation 2. Este es el sucesor de All Star Pro-Wrestling y fue seguido por All Star Pro-Wrestling III.